# 山下健二郎
山下健二郎（日语：／ Yamashita Kenjirō，1985年5月24日—）是日本舞者、演員、主持人，為男子歌舞組合三代目J Soul Brothers的表演者。京都府長岡京市出身。身高179cm。於2021年與朝比奈彩結婚。

## 簡歷
在京都府出生，小學二年級之前都在奈良縣生活。高中就讀於日本京都府立向陽高等學校，高中2年的文化節為契機，他開始跳舞。他在進入大學後不到10天就退學了，曾經經歷了一年邊打工邊跳舞的生活。在母親的推薦下，他就讀了Cat音樂學院學習街舞。在畢業後的兩年間，在日本環球影城（USJ）當遊行舞者。
- 2007年，作為伴舞參加了EXILE的“EXILE LIVE TOUR 2007 EXILE EVOLUTION”演唱會[3]。在LDH所屬培訓學校EXPG的大阪校成立時，他進入了該校學習，之後成為了舞蹈教練[4]。

- 2009年，成為“第1回劇團EXILE甄選”的最終候選人，以此為契機前往了東京發展演藝事業 [3]。

- 2010年9月18日，「EXILE LIVE TOUR 2010 FANTASY」的神戶公演綵排時，由HIRO告訴他決定能加入三代目J Soul Brothers。9月27日，於「FANTASY後夜祭 〜EXILE魂〜」以三代目J Soul Brothers身份初次表演[5]。11月10日，以單曲「Best Friend's Girl」出道。

- 2011年7月，退出兼任團體劇團EXILE。

## 人物
- 有一個大三歲的哥哥[6]，是陶藝家清水六兵衛的玄孫[7]。
- 國中時，在曾獲得京都空手道大賽優勝，國中及高中都是籃球隊隊長[2]。
- 興趣DIY、釣魚，2019年9月在Youtube開設了自己的YouTube頻道「山下健二郎的釣魚基地」（山下健二郎の釣りベース）[8]。曾經到台灣進行釣魚之旅。
- 2021年7月26日，與朝比奈彩結婚。

## 演出
以粗體表示主演

### 電視劇
- 鐵拳對鋼拳 第7集 （日本電視台 2011年8月17日）
- Frenemy街頭正義 (日本電視台 2013年7月 - ）-飾演 城ヶ崎健一
- 極惡頑暴 第7集 (富士電視台 2014年5月12日）-飾演 鬼切政夫
- 那一天，鴨子公車 （NHK BS Premium 2015年7月 - 8月）-飾演 並木浩介
- 搶救拿破崙之村（TBS 2015年7月 - 9月）-飾演 岬直人
- HiGH&LOW〜THE STORY OF S.W.O.R.D. (日本電視台 2015年10月 - 12月）-飾演 DAN （ダン）
  - HiGH&LOW Season2（2016年4月 - 6月）
  - HiGH&LOW THE WORST EPISODE.O（2019年7月 - ）
- 暗夜英雄Naoto 第1集（東京電視台 2016年4月）片尾舞蹈
- 福家堂本舗～KYOTO LOVE STORY～ （Amazon Prime 2016年10月 - 12月）-飾演 檜山薫
- Love or Not （dTV,FOD 2017年3月 - 5月）-飾演 宇佐美幸助
  - Love or Not 2（2018年10月 - 11月）
- 漫画みたいにいかない。（Hulu 2017年10月 - 12月）-飾演 荒卷弘彥
- 崖っぷちホテル! 第10集＆SP（2018年6月17日、日本テレビ）-飾演 笠谷翔太郎
- 遊戯みたいにいかない。（日本電視台 2019年4月 - 6月）-飾演 荒卷弘彥
- 八王子zombie（東京都會電視台 2020年1月 - 2月）- 羽吹隆 役

### 電影
- HiGH&LOW 熱血街頭 -飾演 DAN （ダン）
  - ROAD TO HiGH&LOW（2016年5月7日 -）
  - HiGH & LOW熱血街頭 電影版（日本：2016年7月16日/台灣：2016年11月4日）
  - HiGH & LOW熱血街頭 電影版～紅雨篇～（日本：2016年10月8日/台灣：2016年11月4日）
  - HiGH&LOW THE MOVIE 2 / END OF SKY（2017年8月19日）
  - HiGH&LOW THE MOVIE 3 / FINAL MISSION（2017年11月11日）
  - DTC-溫泉純情篇-  from HiGH&LOW (主演）
- 麵包，巴士和第二次初戀（2018年2月17日）-飾演 湯淺保
- mellow (映画) (2020年1月17日) -飾演 川上優 （友情出演）
- 八王子zombie （2020年) -飾演 羽吹隆 Template:Web site

### 短篇電影
- ウタモノガタリ -CINEMA FIGHTERS project-「幻光の果て」（2018年)[9]

### 電視節目
- ZIP!（2018年4月 - ，日本電視台） - 週二主持人[10]

### 廣播節目
- 三代目 J SOUL BROTHERS 山下健二郎的All Night Nippon（日语：三代目 J SOUL BROTHERS 山下健二郎のオールナイトニッポン）（2015年4月 - 2019年3月，日本放送）
- 三代目 J SOUL BROTHERS 山下健二郎的ZERO BASE（日语：三代目 J SOUL BROTHERS 山下健二郎のZERO BASE）（2019年4月 - ，日本放送）

## 書籍
- 『山下健二郎を作った50のこと。』Vol.1（2017年5月24日、LDH JAPAN）[11]
  - 『山下健二郎を作った50のこと。』Vol.2（2018年4月28日）[12]

## 外部鏈結
- JSBⅢ MEMBER｜山下健二郎｜三代目 J SOUL BROTHERS OFFICIAL WEBSITE （页面存档备份，存于）
- YouTube上的山下健二郎的釣魚基地頻道
- 山下 健二郎的Instagram帳戶